# Любовні пригоди панів З. і Й., знаних у Д.
Любовні пригоди панів З. і Й., знаних у Д.  - німий, чорно-білий фільм 1912 року. Випущений львівською кіностудією «Кінофільм». Фільм не зберігся.